# 襟川陽一
襟川 陽一（えりかわ よういち、1950年10月26日 - ）は、日本の実業家、ゲームクリエイター。株式会社コーエーテクモホールディングス 代表取締役社長。栃木県足利市出身。シブサワ・コウのペンネームを用いている。
妻の襟川恵子は同社会長。妻との間に2子あり、長女の襟川芽衣は同社取締役、次女の襟川亜衣は株式会社光優ホールディングス（襟川家の資産管理会社）監査役である。妹は映画パーソナリティの襟川クロ。

## 人物・来歴
栃木県立足利高等学校を経て慶應義塾大学商学部卒業。商社勤務を経て家業の染料販売会社に入るが、直後に家業の倒産を経験する。1978年7月25日、家業の再起を期して足利市に染料および工業薬品問屋・株式会社光栄を創業する。足利は古くからの繊維産業の街であったが、この時代にはすでに斜陽産業となっていて、当初より経営は不振であった。
その頃、書店で見かけた雑誌『マイコン』を見た襟川は、OA時代の到来を予感する。それを察した妻・恵子は、1980年10月26日、襟川30歳の誕生日にシャープ製パソコン・MZ-80Cを襟川にプレゼントする。これがきっかけで、襟川は仕事の合間にプログラミングを覚え、ソフト開発に取り組んでいった。社内に「光栄マイコンシステム」というソフト開発部門を設けて、同年12月よりパソコン販売および業務用特注ソフトの開発を開始。当初より経営は妻との二人三脚であり、店舗は妻の実家の軒先を借りていた。
1981年10月、第1作『シミュレーションウォーゲーム 川中島の合戦』を発売（メディアはカセットテープ、ハードは日立・ベーシックマスターレベル3）し、染料だけの年商よりも3倍の年商を上げる。同時発売の『投資ゲーム』のほか、翌年には『地底探検』『コンバット』『ノルマンディー上陸作戦』の各作品が発売され、これら5作品はそのパッケージのデザインから「光栄の赤箱シリーズ」と呼ばれ、「泣く子も黙った」と自負するほどの人気を博した。またこの頃はビジネスソフトやアダルトゲームも手がけていた。これらのソフトはすべて襟川自らがプログラミングを手掛けた。
1983年3月30日、『信長の野望』を発売。大ヒット作となったことを機に、光栄はソフト開発専業となり、襟川は会社経営とゲーム開発の両輪で活躍する。以後、40年以上にわたり同社のゲームのほぼすべてにプロデューサーとして関わる。1994年には「シミュレーション&ゲーミングの研究など科学技術の融合を促進させる研究課題」を事業の中心とする財団法人（現・公益財団法人）科学技術融合振興財団（略称FOST）を設立し、現在に至るまで理事長を務める。
1999年、同社の社長職を妻に譲り、自身は会長に就任。自身の健康問題を理由として2001年には最高顧問となり、経営の第一線からは退きゲーム制作に専念する。
2009年、コーエーとテクモの経営統合によりコーエーテクモホールディングスが設立されると、翌年には同社の社長となり、経営に復帰する。ゲームクリエーターが同時に会社の経営を担うのは1980年代には珍しいことではなかったが、2020年代に至るまでこれを続けているのは数少なく、襟川はそのうちの一人である。経営復帰後は『信長の野望』『三國志』をはじめとしたIP戦略を重視した経営を採っている。
社訓に「創造と貢献」を掲げ、プロデュースするゲームには毎回何らかの新しい試みを取り入れている。ほかにもFOSTをはじめ関係する業界団体を通して研究・助成・普及活動に広く携わっている。一方、クリエーターの起業支援については「手が回らない」として消極的である。

## エピソード
高校時代まで一緒だった幼馴染みに後に作詞家となる売野雅勇がおり、中学・高校と他の友人1名と共にバンド活動をしていた。
妻・恵子との出会いは、襟川が慶応義塾大学に進学し横浜・日吉で下宿生活を始めた際に、その下宿の大家の娘が恵子だったことに始まる。テレビ局の仕事をし、パチンコ店によく出入りしていた恵子を襟川が誘ったことが交際のきっかけとなり、結婚に至る。もっとも結婚に至る見解は夫妻の間で相違があり、恵子は「夫がいつも私が多摩美大から帰ってくるのを家の前で車を止めて待っていたので、母が『深草の少将』とあだ名をつけた」と言い、襟川は「下宿先の娘が2階の窓から釣り糸を垂らしていて、それに引っかかってしまった。『結婚してくれないと死ぬ』と言われたので、人命救助と思って結婚した」と言う。学生時代のアルバイトでは恵子がバイトだった襟川を使い、襟川が光栄を創業すると恵子が専務として支える。現在のコーエーテクモホールディングスでは恵子が会長、襟川が社長であり恵子の方が席次が上である。上述のパソコンをプレゼントされた例を筆頭に、襟川の仕事の歩みはまさに妻との二人三脚であり、自らの著書でも一節を設けて妻への感謝の弁を述べている。このパソコンは現在でもコーエーテクモの社長室に保管されている。
作り出したゲームに歴史を題材にしたものが多いのは、襟川が歴史好きであることによる。史跡の多い足利で生まれ育ったこともあり、「学校の歴史の勉強はあまり好きではありませんでした。」「学校の勉強よりも歴史小説を読む方が断然好きでした。」とし、歴史の面白さを「時代や場所が違えども、人間が思うこと、考えることは変わらない部分が多いという発見をすることもあります。」「先人たちの人生を知ることは自分の身の処し方にもたいへん参考になります。」と説く。
現役のゲームクリエイターであると同時に、根っからのゲーマーでもあり、現在でも自社他社問わずゲームに勤しんでいる。「毎日、必ず朝の6時から出社するまで」「夜中も、会食から帰ってきたと思ったら、また寝るまで晩酌しながらずっと」の熱中ぶりである。
1990年に、社団法人ニュービジネス協議会主催のアントレプレナー大賞を受賞した。その際に問われた質問で、仕事上の信条として以下の3つを挙げ、現在でも講演等でもたびたび言及する。
1. 好きなことを一生懸命行う
  - 好きであれば頑張れる。冷静に考えて、自分の実力が通用し、勝負して勝てるかを見極めた上で、ビジネスと趣味の一線を明確に分ける姿勢があれば、好きなことを仕事にしても判断を誤ることはない[24]。
2. 伸びていく業界で思いきり仕事をする
  - ゲーム業界は成長し続けている産業。どうせ仕事をするなら、衰退していく業界ではなく、成長していくところを選んだほうがやりがいがある。これは染料会社からゲームメーカーへと業種転換した時に痛感した[5]。
3. 幸せな家庭を築く
  - 一人で生きるのとは違う喜び、感動、苦楽を結婚生活で味わうことができると実感している[25]。体力面でも精神面でも支えてくれる家族という存在はビジネスパーソンにとって、大きな存在である[26]。

## 著書
- 『シブサワ・コウ 0から1を創造する力』PHP研究所、2017年4月4日発行 ISBN 978-4-569-83462-7